# L'Athlète triomphant
L'Athlète triomphant est une peinture à l'huile sur toile de 225 × 152 cm réalisée par le peintre italien Francesco Hayez (1791-1882), en 1813 et conservée à l'Accademia di San Luca de Rome.

## Histoire et description
Ce tableau a été exécuté en 1813, une année après la victoire ex aequo de l'auteur au prestigieux concours de l'Académie milanaise de Brera, et l'Athlète triomphant représente une des premières affirmations publiques d'Hayez, qui gagne avec ce tableau le concours du mécénat anonyme institué par son protecteur Antonio Canova et centré sur le thème stimulant d'« un nu grandeur nature ». Malgré le caractère peu athlétique de l'homme représenté, cette œuvre rencontre un grand succès grâce au « beau rendu du geste » dans la composition et l'exécution « très franche », à tel point que le consul Tambroni (qui l'héberge à Rome) s'est exclamé ainsi : « il y a beaucoup de jeunes artistes étudiant à Rome qui donnent de grandes espérances et le premier de tous est le Vénitien Hayez ».
L'œuvre représente un athlète nu aux cheveux courts brun bouclé et de corps imberbe qui, dans une attitude triomphante, vient de descendre d'un char, dans un décor classique où l'on retrouve un char et plusieurs colonnes doriques cannelées. Il tient dans la main la palme de la victoire : on sait aussi qu'il est lanceur de disque, comme le suggère le disque de pierre abandonné contre le mur au fond. Pris en train de marcher vers la gauche, tout en tournant la tête vers le côté opposé, l'athlète a un corps souple traversé par un clair-obscur efficace et partiellement recouvert d'une robe brune qui rehausse les tons rosés du tein.
En représentant un nu masculin isolé grandeur nature, Hayez se confronte directement au répertoire statuaire hellénistique et canovien : en particulier, les références à l'Apollon du Belvédère,.

## Source de la traduction
- (it) Cet article est partiellement ou en totalité issu de l’article de Wikipédia en italien intitulé « Atleta trionfante » (voir la liste des auteurs).